# Klasszikus Kuiper-övi objektum
A klasszikus Kuiper-övi objektumok alacsony excentricitású kisbolygók a Kuiper-övben, melyek nincsenek rezonanciában a Neptunusz keringésével. Az angol nyelvben néha használatos nevüket, a cubewano-t az elsőként felfedezett ilyen objektum, az 1992 QB1 angol kiejtéséről kapták. Ez volt egyben a második ismert objektum a Kuiper-övben, a Pluto után.
A klasszikus Kuiper-övi objektumok pályáinak fél nagytengelye 40-50 CsE között mozog, és a Neptunusz pályáját nem keresztezik. A Pluto nem egy klasszikus Kuiper-övi objektum, mert a Neptunusszal 2:3 rezonanciában kering, és keresztezi a pályáját.